# Fernández de la Cruz (premetro de Buenos Aires)
Fernández de la Cruz es una estación tranviaria del premetro que forma parte de la red de subterráneos de Buenos Aires. Pertenece al ramal que une la estación Intendente Saguier, con las estaciones Centro Cívico y General Savio.

## Inauguración
Se inauguró el 27 de agosto de 1987, junto con las otras estaciones del Premetro.

## Ubicación
Se ubica en la intersección de las avenidas Mariano Acosta y Fernández de la Cruz, en el barrio porteño de Villa Soldati. Se encuentra en las inmediaciones del Sacachispas Fútbol Club y del Barrio Soldati.